# Vạn Hòa, Nông Cống
Vạn Hòa là một xã thuộc huyện Nông Cống, tỉnh Thanh Hóa, Việt Nam.

## Địa lý
Xã Vạn Hòa nằm ở phía tây huyện Nông Cống, có vị trí địa lý:
- Phía đông giáp thị trấn Nông Cống
- Phía tây giáp xã Vạn Thắng
- Phía nam giáp xã Thăng Long
- Phía bắc giáp huyện Như Thanh.

Xã có diện tích 8,40 km², dân số năm 2014 là 5.659 người, mật độ dân số đạt 674 người/km².

## Lịch sử
Xã Vạn Hòa được thành lập vào năm 1954 trên cơ sở tách một phần diện tích và dân số của xã Vạn Thiện.
Ngày 5 tháng 1 năm 1987, Hội đồng Bộ trưởng ban hành Quyết định số 4-HĐBT. Theo đó, thành lập thị trấn Nông Cống, huyện lỵ huyện Nông Cống trên cơ sở tách 45,26 ha diện tích tự nhiên và 2.393 người của xã Minh Thọ; 56,44 ha diện tích tự nhiên và 1.372 người của xã Vạn Thiện và 10,27 ha diện tích tự nhiên và 191 người của xã Vạn Hòa.
Sau khi điều chỉnh địa giới hành chính, xã Vạn Hòa còn lại 898,59 ha diện tích tự nhiên và 4.245 người.
Ngày 15 tháng 5 năm 2015, Ủy ban Thường vụ Quốc hội ban hành Nghị quyết số 935/NQ-UBTVQH13. Theo đó, điều chỉnh 48,12 ha diện tích tự nhiên và 552 người của xã Vạn Hòa (46,62 ha và 436 người của thôn Bài Đa; 1,5 ha và 116 người của thôn Thanh Ban) vào thị trấn Nông Cống.
Sau khi điều chỉnh địa giới hành chính, xã Vạn Hòa còn lại 840 ha diện tích tự nhiên và 5.659 người, gồm 12 thôn: Quyết Chiến, Thiện Na, Đồng Lương, Cẩm Phúc, Cẩm Bào, Ngọc Bản, Thanh Điền, Tùng Thiện, Đồng Thọ, Thọ Sơn, Vạn Trạch, Thanh Ban.